# 山ノ神砦
山ノ神砦（やまのかみとりで）は、三重県尾鷲市にあった砦。

## 歴史

### 戦国時代
天正10年（1582年）新宮の堀内氏善が尾鷲に攻めてきた際に中村山城主の仲新八郎が築城した。中村山城を中心に右側の砦として使用され、左側に関山砦があった。仲新八郎を中心とした世古氏・北村氏・荘司氏・田所別当氏・林氏の6人衆の中で林氏が守備していた。この戦いで多くの兵が討死にし廃城となった。

### 現代
現在は土砂採掘などのため遺構は完全に破壊された。

## 所在地
三重県尾鷲市南浦古戸野山神ノ森